# إنزال سيدي فرج (1830)
إنزال سيدي فرج في 14 جوان 1830 تم في الناحية الغربية المتاخمة لمدينة الجزائر في سيدي فرج.

## الإنزال
كان إنزال الفرنسيين في شبه جزيرة سيدي فرج من طرف جيش أفريقيا الفرنسي يقوده الجنرال دي بورمن بتكليف من شارل العاشر ملك فرنسا بتاريخ 14 جوان 1830م على بُعد 30 كلم عن قصبة الجزائر يهدف إلى اقتحام خلفي لقلعة مدينة الجزائر التي كانت سمعتها الحصينة معروفة منذ الهجوم الفاشل للقوات البحرية الإسبانية عليها بقيادة شارلكان ما بين 21 و25 أكتوبر 1541م.
وكان الجنرال «بيار بيرتيزين» أول قائد عسكري فرنسي ينزل على أرض أفريقيا بتاريخ 14 جوان 1830م حيث استحوذ في نفس اليوم على «البرج التركي» في سيدي فرج الذي كانت تحرسه ما بين 13 و16 قطعة مدفعية من عيار 16 مم بالإضافة إلى قطعتين من الهاون.
فصادف الفرنسيون مجموعة صغيرة من حراس الساحل العاصمي الجزائريين تم التغلب عليهم بسرعة وسهولة، وأمام أخبار تقدم الجيش الفرنسي نحو مدينة الجزائر قام حوالي 1,000 ساكن جزائري بالبدء في مغادرة أسوار القلعة.
وأثناء ذلك قام الداي حسين بجمع جيش مقاومة مكون من جنود الإنكشارية مدعومين بفيالق مستقدَمة من دار السلطان ومن البايات في بايلك الغرب وبايلك التيطري وبايلك الشرق.
وتم وضع هذه القوات الجزائرية تحت قيادة «الآغا إبراهيم» بتعداد بلغ ما بين 30.000 و50.000 جندي مقاوم، رغم أن هؤلاء الرجال لم يكونوا محضرين لمقابلة ومقاومة هذه الحملة الفرنسية المدججة بالأسلحة المتطورة.
وقد كانت عاصفة رعدية قوية هبت على الجنود الفرنسيين بتاريخ 16 جوان 1830م كادت أن تجهز على قوات الجنرال «بيار بيرتيزين» مثلما فعلت مع قوات شارلكان من قبل ما بين 21 و25 أكتوبر 1541م.
ففي غضون لحظات قليلة ابتلت ذخائر قوات الاحتلال الفرنسي مما أدى بالجنرال دي بورمن، خوفا من هجوم المقاومين الجزائريين في هذه الظروف العصيبة، بأمر جنوده بالتقهقر نحو ساحل سيدي فرج.
إلا أن الجنرال «بيار بيرتيزين» التقى بالجنرال دي بورمن حينها ليعطيه ملاحظات حول كون حركة التراجع القهقرى ستكون لها مساوئ أكثر من سلبيات مواصلة التقدم نحو مدينة الجزائر، حتى إن اقتضى الأمر من الجنود استعمال الحراب فلن يترددوا في ذلك لحظة.
فأذعن الجنرال دي بورمن لهذا الرأي بعد إصرار الجنرال «بيار بيرتيزين» عليه، وإذا بالقوات الفرنسية تتحرك من جديد صوب قصبة الجزائر.

## مكتبة الصور

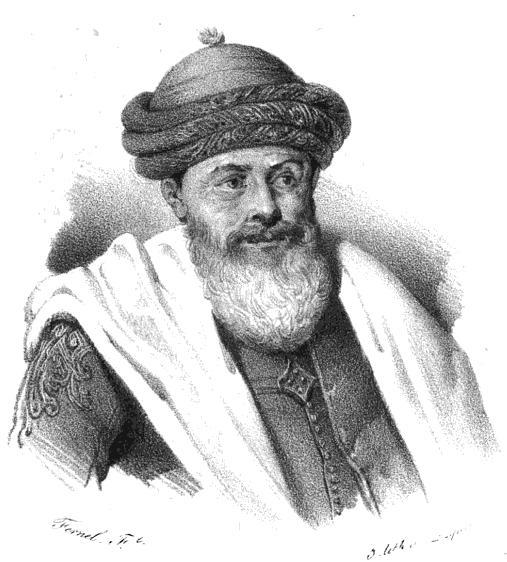
الداي حسين
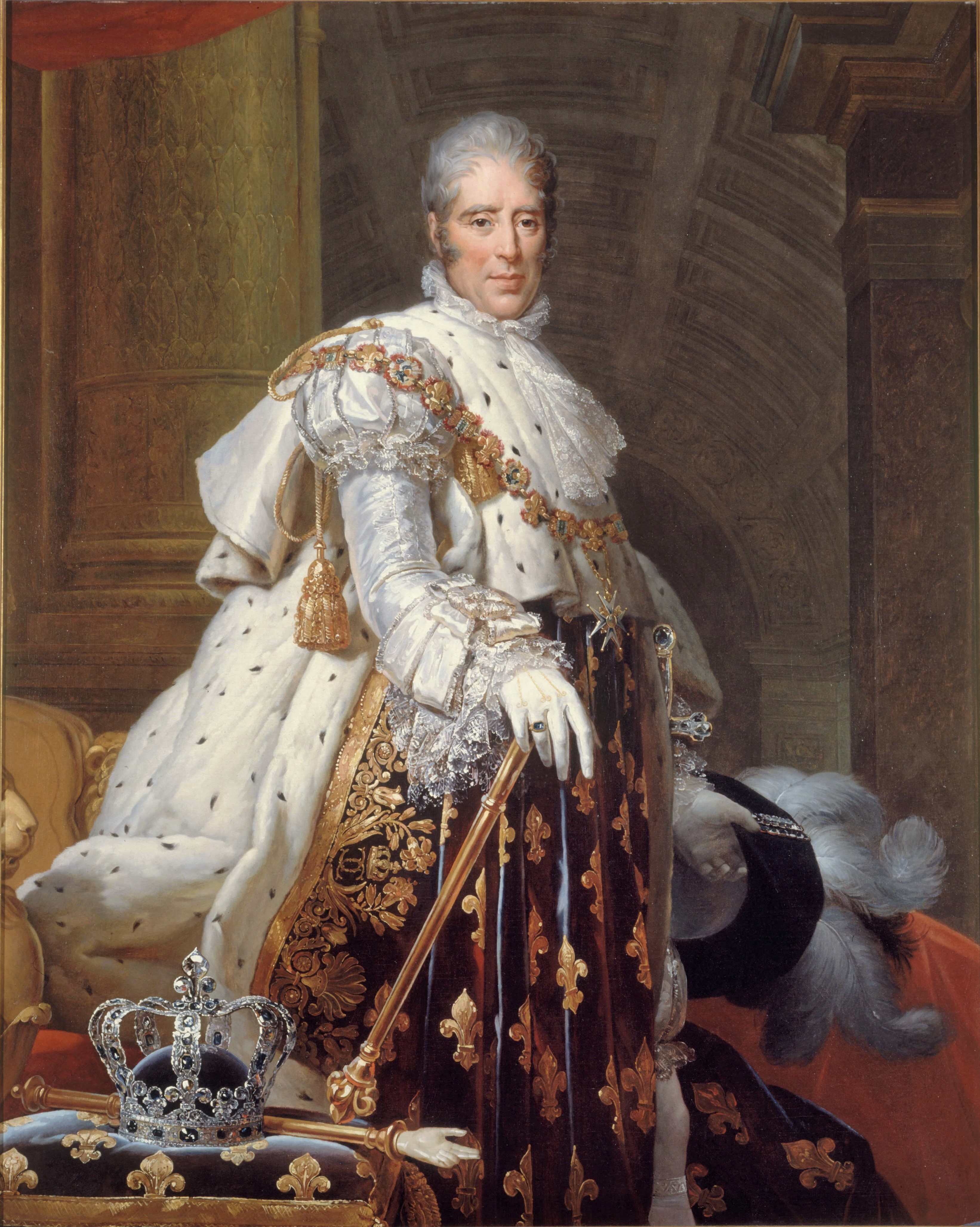
شارل العاشر
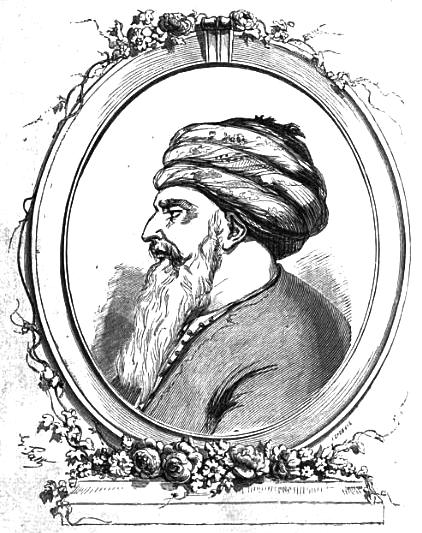
الداي حسين
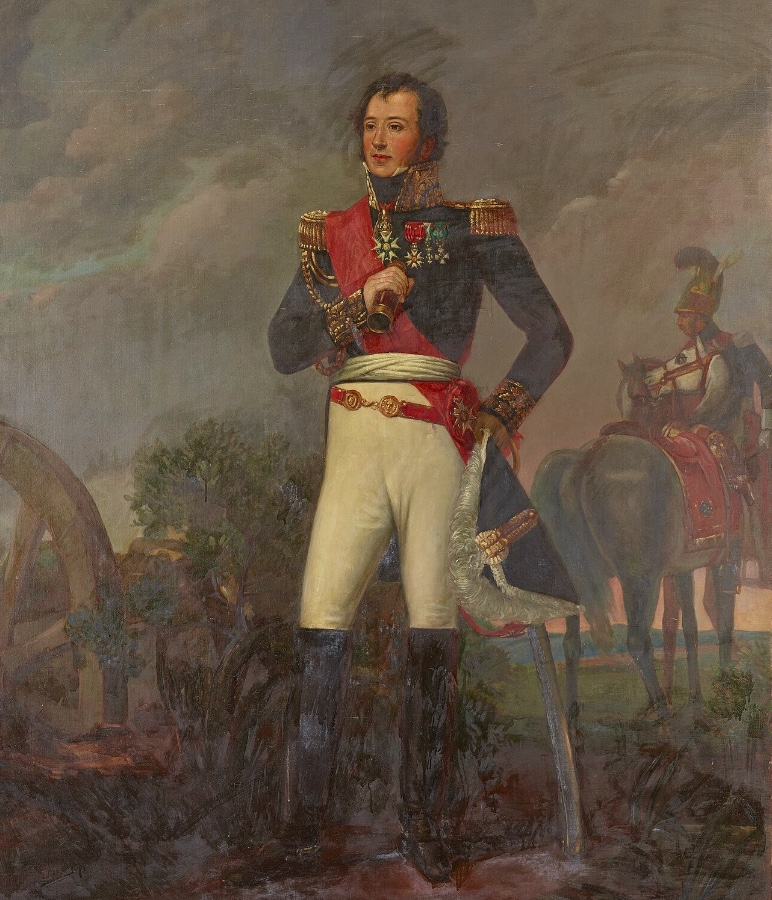
دي بورمن
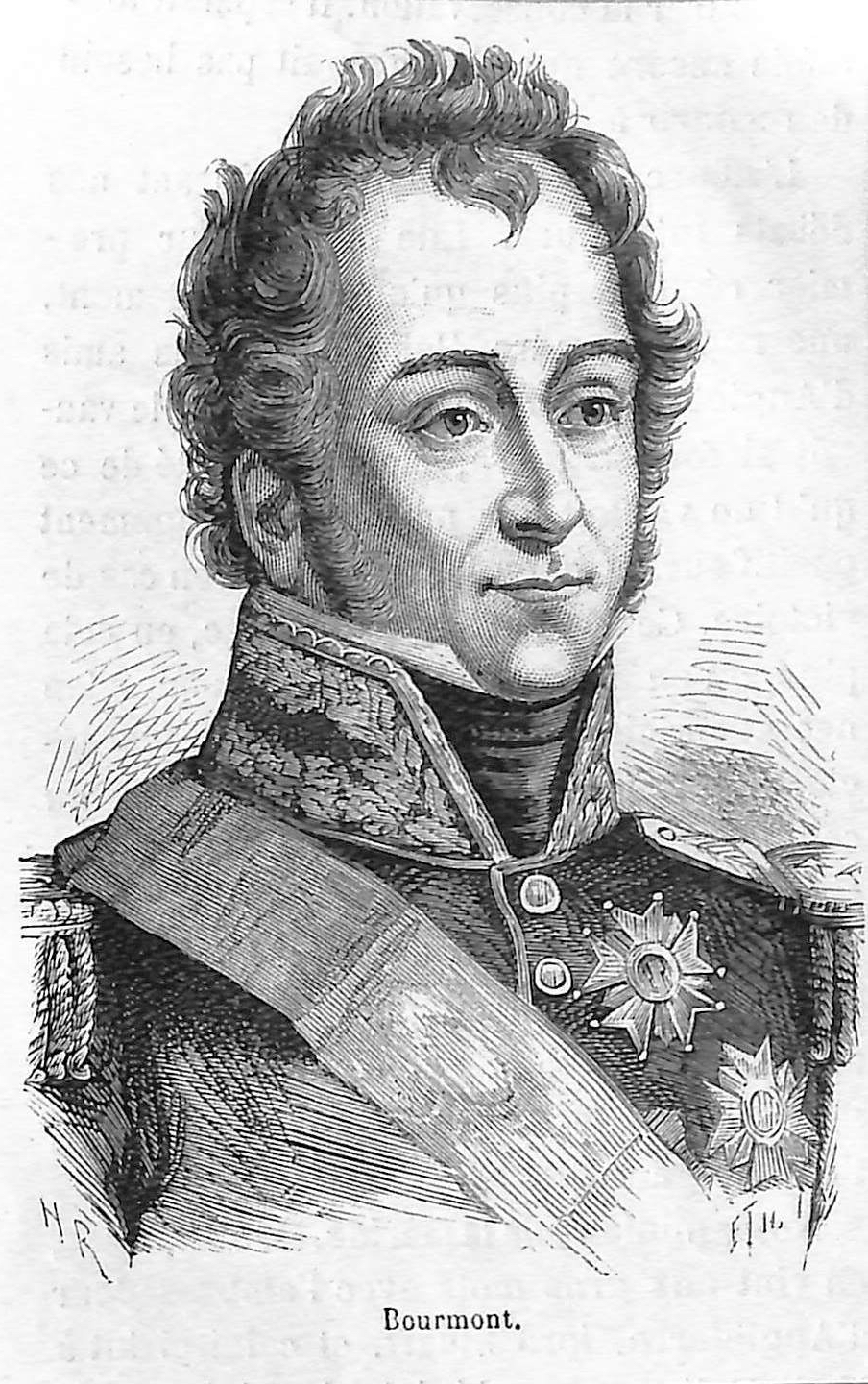
دي بورمن
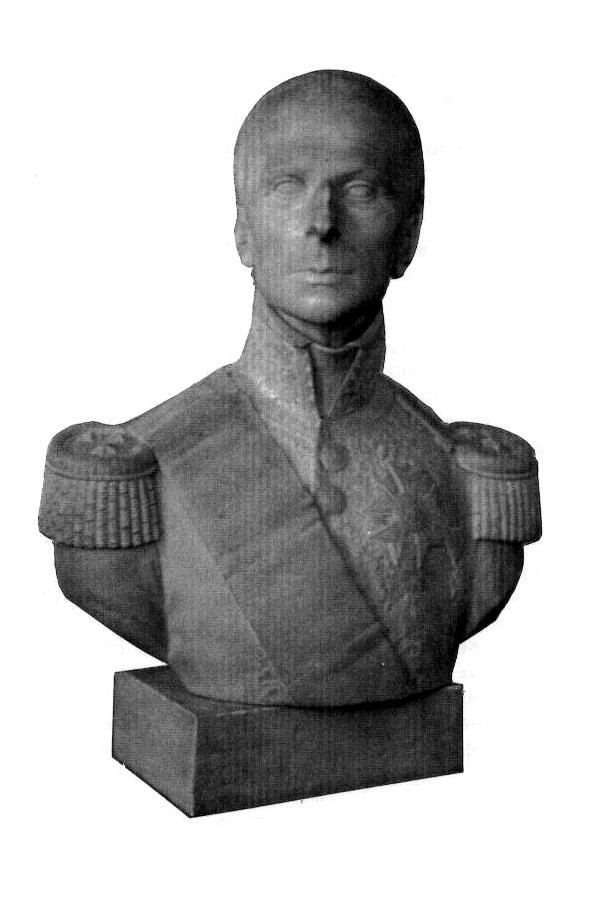
فرانسوا ألكسندر ديسبريز
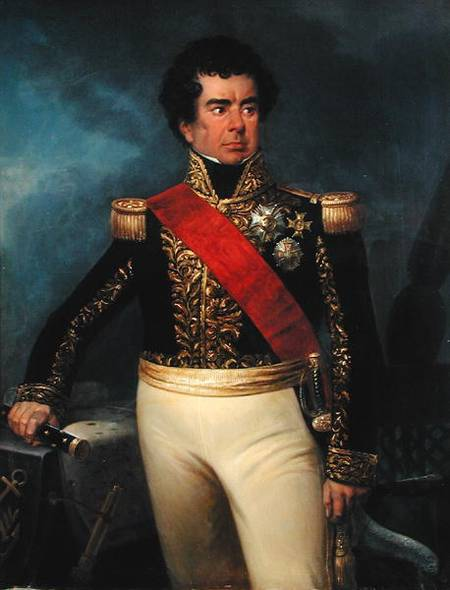
جي فكتور دوبيري
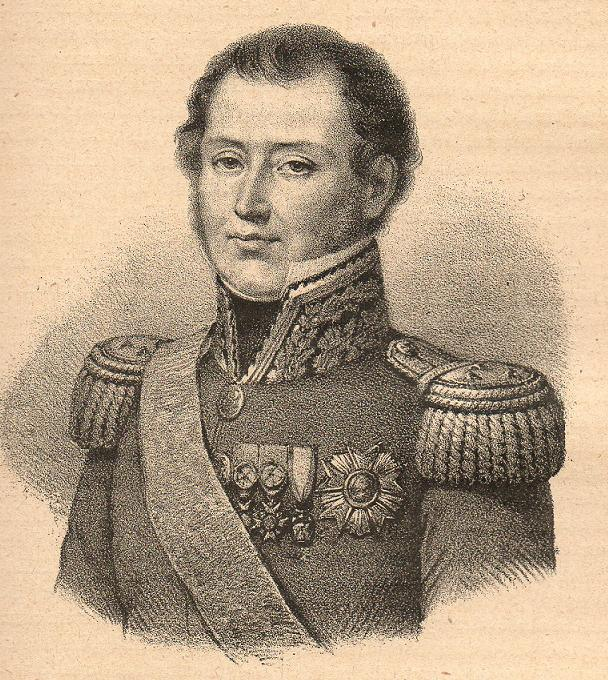
بيار بيرتيزين